# Procris

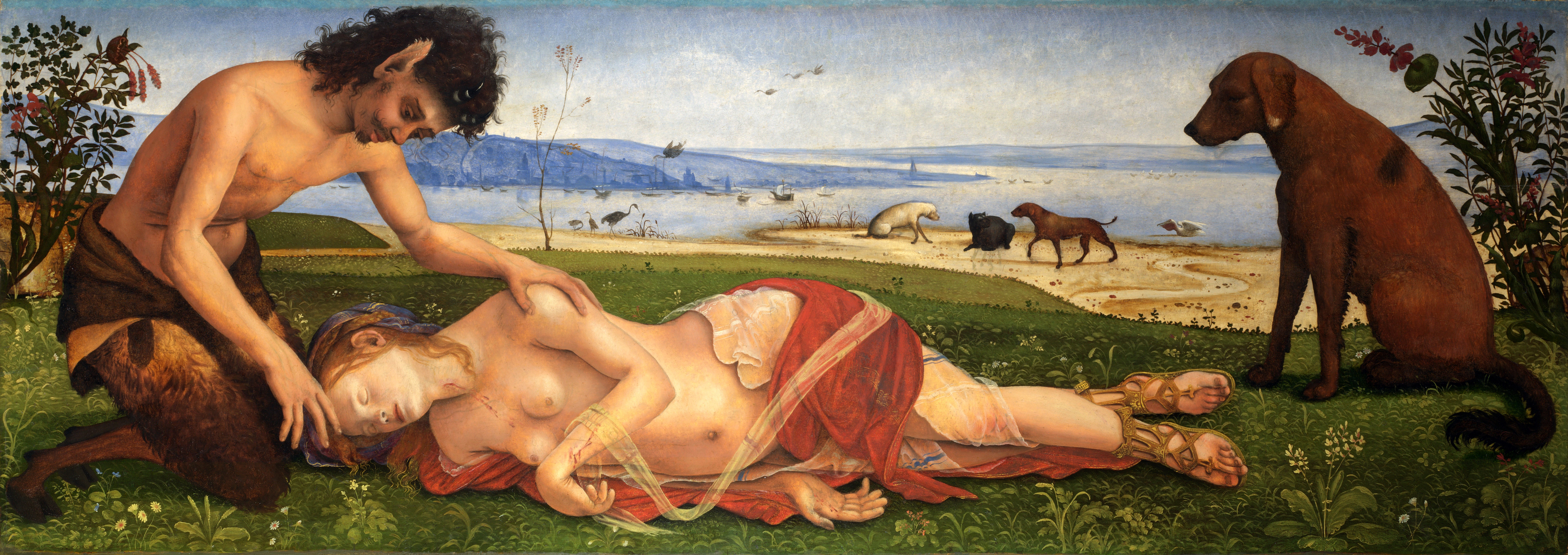
La muerte de Procris, por Piero di Cosimo (ca. 1486–1510).

Procris o Prócride (griego antiguo Πρόκρις), en la mitología griega, era hija de Erecteo, rey de Atenas y su esposa, Praxitea. Se casó con Céfalo, el hijo de Deyoneo. Procris tenía por lo menos tres hermanas, Creúsa, Ctonia  y Oritía. 
La versión más antigua de la historia de Procris proviene de Ferécides de Leros. En esta se cuenta que Céfalo decidió permanecer fuera del hogar durante ocho años, porque quería poner a prueba la fidelidad de Procris. Al volver, la sedujo estando disfrazado y así comprobó su infidelidad. Aunque luego se reconciliaron, Procris sospechaba que Céfalo tenía una amante, ya que se ausentaba con frecuencia para ir a cazar. Un criado le dijo que Céfalo llamaba constantemente a Néfele (la nube) para que fuera con él. Procris decidió seguirlo a escondidas la siguiente vez que él fuera a cazar; después de esperar durante algún tiempo, al oír a su marido decir el nombre de Néfele, salió del matorral donde se ocultaba. Al hacer esto asustó a Céfalo quien lanzó una jabalina pensando que era un animal que quería atacarlo, quitándole la vida en el acto.
Hay otra versión en el libro tercero de Arte de amar de Ovidio, donde alerta a las amantes de no ofuscarse o creer demasiado en supuestas infidelidades de boca de terceros, para no perecer de una manera tan absurda como Procris: 

Cerca de los collados que matizan de púrpura las flores de Himeto, mana una fuente sagrada cuyas márgenes están cubiertas de césped; los árboles y arbustos, sin formar bosque, defienden del sol, y esparcen su perfume el laurel, el romero y el oscuro mirto; crecen allí los bojes recios, las frágiles retamas, el humilde cantueso y el altivo pino, y las flexibles ramas con las altas hierbas se balancean al blando impulso del céfiro y las auras saludables. Allí holgaba el joven Céfalo, lejos de los criados y sabuesos, y extendiendo en el suelo los miembros fatigados, solía decir: Aura voladora, ven, alivia mi calor y refresca mi ardiente pecho. Un malintencionado que oyó sus inocentes palabras, corre y advierte a la suspicaz Procris, su esposa, la cual, tomando el nombre de Aura por el de una concubina, se desploma abrumada bajo el peso de tan súbito dolor [...] Precipitada, furibunda, con los cabellos sueltos, corre a través del campo [...] y penetra decidida en la selva evitando que se sienta el rumor de sus pasos [...] cuando he aquí que Céfalo, el hijo de Cileno, vuelve a descansar en la selva y apaga la sed que lo devora en la fuente vecina. Procris, escondida y llena de ansiedad, lo ve tenderse en la hierba y oye que llama de nuevo al Aura y los blandos Céfiros: entonces se da cuenta la mísera del error a que la indujo aquel nombre [...] y corre a precipitarse en los brazos del esposo; y este, creyendo que se le acerca una fiera, coge con presteza el arco y toma en la diestra el venablo fatal, que hunde sin saberlo en el pecho de su amante y esposa.
Ovidio, Arte de amar III, 687-737.

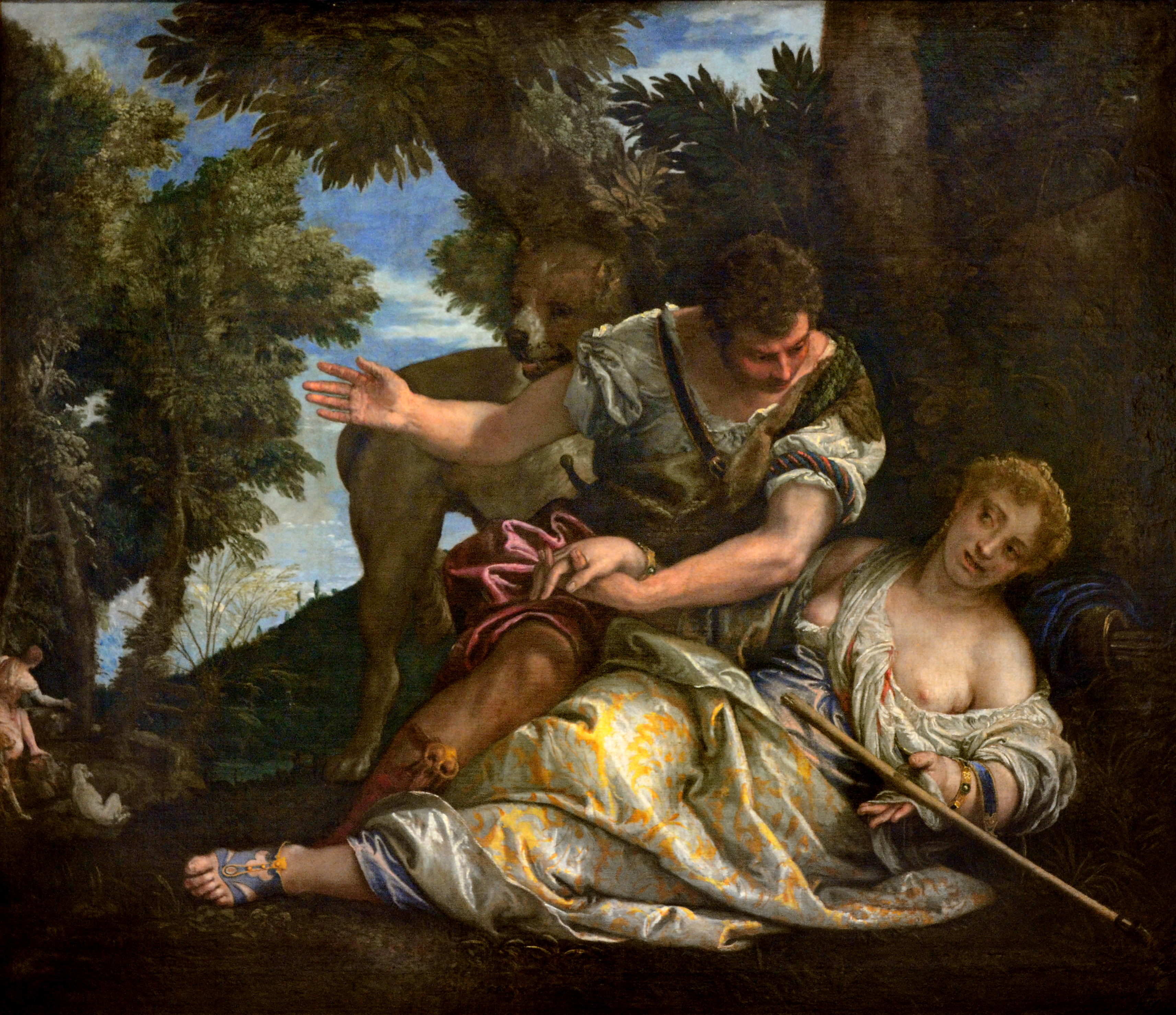
Céfalo y Procris, por Paolo Veronese, c. 1580.

Ovidio también cuenta cómo la diosa del amanecer, Eos, (Aurora para los romanos), raptó a Céfalo mientras estaba cazando, pero aunque los dos llegaron a tener una relación y procrear tres niños, Céfalo no podía olvidar a su amada Procris. Eos, molesta, devolvió a Céfalo con su esposa, pero le dijo que podía demostrar que Procris iba a ser seducida por un extraño. Céfalo entró en casa de Procris con un disfraz, con la intención de seducirla. Ella aceptó, por lo que quedó comprobado lo dicho por Eos.
Apolodoro da una caracterización completamente diferente de Procris. Afirma que Procris fue sobornada con una corona de oro para dormir con Pteleón, pero fue descubierta en su cama por su marido. Después, ella huyó de su esposo con Minos, al cual ayudó a curarse de su enfermedad genital, por lo cual se le otorgó un perro al cual no se le escapaba ninguna presa y, además, una jabalina infalible. Apolodoro escribe que ella le dio el perro a su marido y, así, se reconciliaron.
Higino dice que el perro y la jabalina fueron regalos de la diosa Artemisa (no de Minos) y Antonino Liberal escribe que ella se disfrazó como un joven para seducirlo y que Céfalo cayó en la trampa. Al haber caído los dos en el mismo ardid, terminaron reconciliándose.
Mientras que Apolodoro dice que su muerte fue producto de un accidente de caza, Higino indica que ella sospechaba que él tenía una amante y este la mató, como en el relato de Ovidio. Al estar ella muriendo en los brazos de su marido llega a decirle "Como prometiste en tus votos matrimoniales, no te cases con Aurora". Céfalo, tras esto, huyó al exilio.
La historia de la caza de la zorra teumesia, la cual no podía ser atrapada, a la que Zeus convirtió en piedra, junto con Lélape, el perro de Procris, cuando este la atrapó, y también la historia de la muerte de Procris, fueron contadas en una de las primeras epopeyas griegas perdidas del Ciclo épico, puesto que probablemente era narrada en Epígonos. Sófocles escribió una tragedia llamada Procris, que se perdió.